# Bill Aston
William "Bill" Aston (29 de março de 1900 – 4 de março de 1974) foi um automobilista britânico de corridas nascido na Inglaterra que participou em três provas de Fórmula 1, por sua própria equipa Aston Butterworth, em 1952.

## Biografia
Antes de tomar parte na Fórmula Um, Aston foi piloto de testes.
Começou a competir na Fórmula 3, indo à Fórmula 2 mais tarde. Ele chegou perto de vencer uma corrida em Chimay em 1951, mas quebrou o seu carro na última volta. No mesmo ano ele estabeleceu um récorde mundial. Para 1952 ele construiu um carro que correu bastante bem, mas, infelizmente, foi muito pouco fiável. Ele entrou no carro em 1952 no GP da Alemanha, mas quebrou na segunda volta. No GP da Itália ele não conseguiu se qualificar.
Aston correu também com um Mini e um Jaguar, antes de ter se aposentado.